# Rue Ruhmkorff
La rue Ruhmkorff est une voie du 17e arrondissement de Paris, en France.

## Situation et accès
La rue Ruhmkorff est une voie publique située dans le 17e arrondissement de Paris. Elle débute au 47, boulevard Gouvion-Saint-Cyr et se termine au no 55 du même boulevard.

## Origine du nom

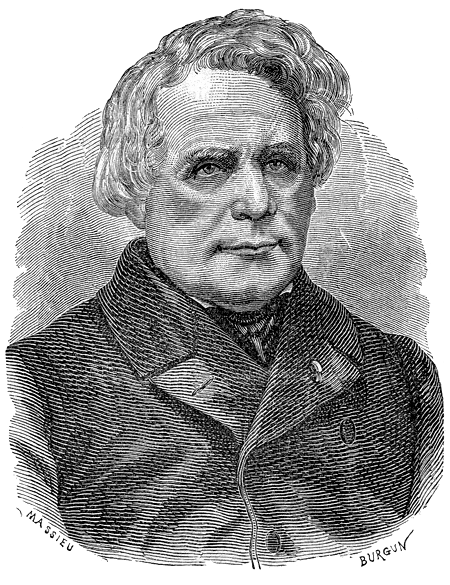
Heinrich Daniel Ruhmkorff.

Elle porte le nom du physicien allemand Heinrich Daniel Ruhmkorff (1803-1877).

## Historique
Cette voie est ouverte en 1882 sous le nom de « rue de la Porte-Maillot ». Elle prend sa dénomination actuelle par un décret du 10 novembre 1885 puis est classée dans la voirie parisienne par décret du 10 décembre 1886.

## Bâtiments remarquables et lieux de mémoire
- No 4 : c’est ici qu’est né le 6 septembre 1900 l’écrivain américain de langue française Julien Green[1].